# Hot to the Touch
〈Hot to the Touch〉는 카툰 네트워크의 애니메이션 시리즈 《핀과 제이크의 어드벤처 타임》의 네 번째 시즌 첫 번째 에피소드이다. 대한민국 방영 명칭은 〈뜨거운 손길〉이다. 콜 산체스, 리베카 슈거가 스토리보드 아티스트 및 작가로 참여했으며, 패트릭 맥헤일, 켄트 오즈번, 펜들턴 워드가 각본을 담당했다. 2012년 4월 2일 첫 방영되었으며, 세 번째 시즌 마지막 에피소드인 〈Incendium〉의 뒷이야기를 다루고 있다.

## 줄거리
핀은 불꽃 공주(성우: 제시카 디치코)의 용서를 구하기 위해 그녀를 뒤따른다. 핀은 불꽃 공주에게 사과를 하지만 불꽃 공주의 몸에서 나온 불을 끄려고 하고, 그 모습을 본 불꽃 공주는 핀이 자신을 괴롭히려 한다고 오해한다. 화가 난 불꽃 공주는 자신의 땅으로 점령하기 위해 고블린 왕국으로 향한다. 나무집으로 돌아온 핀과 제이크는 넵터(성우: 앤디 밀로나키스)의 도움을 받아 방화(防火) 로봇을 만든다.
고블린 왕국으로 향한 둘은 마을 전체에 붙은 불을 끄지만, 이는 동시에 불꽃 공주를 아프게 만든다. 몸 뿐만 아니라 마음까지 상처입은 불꽃 공주는 거대해진 몸으로 마을을 더욱 불타게 만든다. 핀은 자신이 한 행동에 대해 후회하며 로봇 밖으로 나와 눈물을 흘린다. 핀이 흘린 눈물을 본 불꽃 공주는 핀이 ‘물의 정령’이라는 사실을 깨닫고, 서로 반대되는 성질을 가진 탓에 서로에게 상처만 줄 것이라고 말한다. 핀은 서로 시도는 해봐야 안다고 말하고, 둘은 서로 포옹을 한다. 불꽃 공주는 멀리 떠난다.

## 제작
〈Incendium〉은 애덤 무토와 리베카 슈거가 스토리보드 작가로 참여했으며, 패트릭 맥헤일, 켄트 오즈번, 펜들턴 워드, 마크 뱅커가 각본을 맡았다. 이 편은 산체스와 슈거가 함께 작업한 첫 에피소드로, 슈거의 전 파트너인 애덤 무토는 크리에이티브 감독이자 스토리보드 정리를 담당했다. 슈거는 〈Incendium〉에서 랜턴 속에 갇혀있던 모습과는 달리 우 랜드에서 불꽃 공주가 활동하는 모습을 그릴 수 있어서 좋았다고 언급했다. 핀이 불꽃 공주에게 비모를 갖고 놀자고 말한 부분은 산체스가 자신이 고등학교 때 여자친구와 겪은 경험에서 따왔다고 밝혔다. 그 이유로 어린 핀의 입장에서 생각해낼 수 있는 최고의 데이트는 사랑하는 사람과 함께 앉아 비디오 게임을 하는 것 밖에 없을 것이라는 점을 들었다.
이 에피소드에서는 첫 번째 시즌 〈What is Life?〉에서 앤디 밀로나키스가 목소리를 맡은 넵터가 다시 등장하였다. 넵터가 부른 짧은 랩인 〈Working for the Master〉는 슈거가 작사를 맡았다. 슈거는 자신이 처음 만든 곡을 데모로 생각하여 밀로나키스가 새로 랩을 만들기를 기대했다. 하지만 밀로나키스는 슈거의 버전을 마음에 들어했고, 이는 그대로 본 에피소드에 적용되었다. 슈거의 아버지인 롭 슈거는(Rob Sugar)는 이 데모 버전을 자신의 유튜브 채널에 공개하였다. 시리즈 작곡가인 팀 키퍼(Tim Kiefer)는 곡 반주를 작곡하였다. 키퍼는 우 탱 클랜의 샘플에 영감을 받아, 〈What is Life?〉에 등장한 곡을 편집하여 ‘덜걱덜걱 부딪치는 비트’(clattery bumpin' beat)의 새로운 음악을 만들었다.

## 반응
〈Hot to the Touch〉는 2012년 4월 2일 카툰 네트워크를 통해 처음으로 방영되었다. 265만 5천명의 시청자 수를 기록했으며, 모든 어린이 연령 층에서 시청률 1위를 기록했다. 같은 기간 2011년도의 시청률과 비교했을 때 96%의 상승을 보였다. 2014년에는 DVD 《Princess Day》를 통해 첫 실물 발매되었으며, 그해 10월에는 네 번째 시즌의 모든 에피소드를 담은 DVD를 통해 재출시되었다.
《디 A.V. 클럽》의 올리버 사바(Oliver Sava)는 “10분의 에피소드 동안 작가들은, 핀과 불꽃 공주가 서로를 알아가는 모습을 통해 사춘기 청소년들의 데이트의 모습을 적절하게 잘 나타냈다.”라고 말했다. 또한 넵터가 재등장한 것에 대해서도 칭찬을 했다. 랩에 대해서는 ‘에피소드 중간에 막간을 이용한 완벽한 작품’이라고 평했다. 《엔터테인먼트 위클리》의 마크 스네티커(Marc Snetiker)는 이 에피소드에 ‘B’ 등급을 매기면서, “한 소년과 올된 개에 다룬 이 만화가 ‘화려하고, 영리하며, 예측할 수 없는 재미’를 여전히 준다.”라고 말했다.